# Campionati italiani di duathlon sprint del 2011
I Campionati italiani di duathlon sprint del 2011 (IV edizione) sono stati organizzati dalla Federazione Italiana Triathlon e si sono tenuti a San Maurizio d'Opaglio in Piemonte, in data 4 aprile 2011.
Tra gli uomini ha vinto Davide Uccellari ( Fiamme Azzurre), mentre la gara femminile è andata a Maria Alfonsa Sella (T.D. Rimini).

## Risultati

### Élite uomini
| Pos. | Atleta                  | Società sportiva             | Corsa    | Bici     | Corsa    | Totale   |
| ---- | ----------------------- | ---------------------------- | -------- | -------- | -------- | -------- |
|      | Davide Uccellari        | Fiamme Azzurre               | 00:14:39 | 00:29:07 | 00:07:17 | 00:52:26 |
|      | Daniel Hofer            | Carabinieri                  | 00:14:51 | 00:28:51 | 00:07:25 | 00:52:35 |
|      | Alessio Picco           | T.D. Rimini                  | 00:14:51 | 00:28:51 | 00:07:34 | 00:52:44 |
| 4    | Alessandro Lambruschini | Fiamme Oro                   | 00:14:59 | 00:29:00 | 00:07:32 | 00:53:01 |
| 5    | Luca Desideri           | Forhans Team                 | 00:15:24 | 00:28:37 | 00:07:26 | 00:53:03 |
| 6    | Marco Guerci            | Atletica Bellinzago          | 00:15:25 | 00:28:35 | 00:07:35 | 00:53:05 |
| 7    | Andrea De Ponti         | Friesian Team                | 00:15:24 | 00:28:36 | 00:07:40 | 00:53:07 |
| 8    | Matteo Pigoni           | Avia Pervia                  | 00:15:04 | 00:28:59 | 00:07:25 | 00:53:08 |
| 9    | Fausto Dotti            | Dr. Ingelmann                | 00:15:25 | 00:28:35 | 00:07:35 | 00:53:10 |
| 10   | Luca Bonazzi            | Poletti                      | 00:15:31 | 00:28:31 | 00:07:48 | 00:53:20 |
| 11   | Alessandro Alessandri   | T.D. Rimini                  | 00:15:32 | 00:28:24 | 00:07:53 | 00:53:24 |
| 12   | Riccardo Alvano         | T.D. Rimini                  | 00:15:24 | 00:28:37 | 00:07:54 | 00:53:30 |
| 13   | Manuele Canuto          | Fiamme Oro                   | 00:15:33 | 00:28:27 | 00:08:06 | 00:53:42 |
| 14   | Fabrizio Baralla        | Forhans Team                 | 00:15:43 | 00:28:20 | 00:08:04 | 00:53:46 |
| 15   | Corrado Armuzzi         | T.D. Rimini                  | 00:15:32 | 00:28:24 | 00:08:01 | 00:53:49 |
| 16   | Giulio Molinari         | Carabinieri                  | 00:15:45 | 00:28:16 | 00:08:28 | 00:54:03 |
| 17   | Michele Insalata        | Canottieri Napoli            | 00:15:34 | 00:28:29 | 00:08:25 | 00:54:09 |
| 18   | Luca Panzavolta         | Padova Nuoto Triathlon       | 00:15:48 | 00:29:53 | 00:08:08 | 00:55:25 |
| 19   | Bruno Pasqualini        | Torino Triathlon             | 00:15:41 | 00:29:53 | 00:08:11 | 00:55:28 |
| 20   | Paolo Battelli          | Triathlon Cremona Stradivari | 00:15:43 | 00:30:38 | 00:07:57 | 00:55:55 |

### Élite donne
| Pos. | Atleta              | Società sportiva             | Corsa    | Bici     | Corsa    | Totale   |
| ---- | ------------------- | ---------------------------- | -------- | -------- | -------- | -------- |
|      | Maria Alfonsa Sella | T.D. Rimini                  | 00:17:16 | 00:33:20 | 00:09:02 | 01:01:28 |
|      | Alice Capone        | Forhans Team                 | 00:17:42 | 00:33:48 | 00:08:49 | 01:02:03 |
|      | Monica Cibin        | Forhans Team                 | 00:17:49 | 00:33:38 | 00:09:04 | 01:02:15 |
| 4    | Alexa Giussani      | Atletica Bellinzago          | 00:18:09 | 00:33:20 | 00:09:06 | 01:02:21 |
| 5    | Margie Santimaria   | Fiamme Oro                   | 00:18:31 | 00:32:55 | 00:09:42 | 01:02:59 |
| 6    | Elena Maria Petrini | T.D. Rimini                  | 00:17:48 | 00:33:44 | 00:09:52 | 01:03:14 |
| 7    | Angela Serena       | Freezone                     | 00:17:58 | 00:34:28 | 00:09:04 | 01:03:22 |
| 8    | Sara Dossena        | Peperoncino Team             | 00:17:58 | 00:34:30 | 00:09:20 | 01:03:38 |
| 9    | Myriam Grassi       | La Fenice Triathlon          | 00:19:02 | 00:33:28 | 00:09:53 | 01:04:14 |
| 10   | Nadia Rossi         | T.D. Rimini                  | 00:19:28 | 00:32:55 | 00:10:08 | 01:04:31 |
| 11   | Veronica Signorini  | Triathlon Cremona Stradivari | 00:19:28 | 00:32:58 | 00:11:05 | 01:05:35 |
| 12   | Irma Ventura        | Freezone                     | 00:19:10 | 00:35:29 | 00:10:23 | 01:07:02 |
| 13   | Marta Landini       | DDS                          | 00:20:20 | 00:36:09 | 00:10:04 | 01:08:37 |
| 14   | Loredana Strozzi    | ARC Busto Arsizio            | 00:20:11 | 00:36:22 | 00:10:23 | 01:08:55 |
| 15   | Beverley Gibson     | Alba Triathlon               | 00:20:26 | 00:35:59 | 00:10:18 | 01:09:05 |
| 16   | Federica Ferrari    | Friesian Team                | 00:20:59 | 00:35:23 | 00:10:49 | 01:09:22 |
| 17   | Maria Elena Mura    | Triathlon Team Sassari       | 00:20:44 | 00:35:48 | 00:10:47 | 01:09:25 |
| 18   | Giulia Sforza       | Atletica Bellinzago          | 00:20:41 | 00:35:50 | 00:11:04 | 01:09:28 |
| 19   | Luisa Fumagalli     | Triathlon Cremona Stradivari | 00:19:26 | 00:37:39 | 00:10:03 | 01:09:30 |
| 20   | Jacqueline White    | Torino Triathlon             | 00:20:54 | 00:35:38 | 00:11:05 | 01:09:45 |